# International Emmy Awards 2016
La cerimonia della 44ª edizione dei International Emmy Awards (44th International Emmy Awards) si è tenuta il 21 novembre 2016 all'Hilton Hotel di New York. La cerimonia era dedicata ai migliori prodotti televisivi internazionali distribuiti nel corso del 2015.
La cerimonia è stata preceduta dai riconoscimenti riservati ai programmi d'informazione giornalistica internazionale (International Emmy News Award), assegnati durante i News & Documentary Emmy Awards nel mese di settembre, mentre altri premi dedicati alla programmazione per i più piccoli (International Emmy Kids Award) sono stati assegnati nell'aprile del 2017 al MIPTV di Cannes.

## International Emmy Awards
Segue l'elenco delle categorie premiate con i rispettivi candidati; i vincitori sono indicati in cima all'elenco di ciascuna categoria.

### Programmi televisivi

#### Miglior serie drammatica
- Deutschland 83 – Germania
  - Series 19-2 – Canada
  - La Casa Del Mar – Argentina
  - Waiting for Jasmin – Emirati Arabi Uniti

#### Miglior serie commedia
- Hoff the Record – Regno Unito
  - Dix Pour Cent – Francia
  - Puppet Nation ZA – Sudafrica
  - Zorra – Brasile

#### Miglior telenovela
- Verdades Secretas – Brasile
  - 30 Vies - Samuel Pagé – Canada
  - Bridges of Love – Filippine
  - A Regra do Jogo – Brasile

#### Miglior film o miniserie
- Capital – Regno Unito
  - Nackt unter Wölfen – Germania
  - Os Experientes – Brasile
  - Splash Splash Love – Corea del Sud

#### Miglior programma artistico
- Satsuei-Kantoku Karry-Mimura no Hiroshima – Giappone
  - Gabo – Colombia
  - Gérard Depardieu: grandeur Nature – Francia
  - Interrupt this Program (Resilient Cities) – Canada

#### Miglior documentario
- War of Lies Z – Germania
  - KBS Documentary Gong Gam: Mom & Clarinet – Corea del Sud
  - Madres de Plaza de Mayo - La Historia – Argentina
  - My Son the Jihadi – Regno Unito

#### Miglior programma non sceneggiato
- Allt För Sverige – Svezia
  - Adotada – Brasile
  - Gogglebox – Regno Unito
  - I Can See Your Voice – Corea del Sud

#### Miglior programma statunitense non in inglese
- Francisco, El Jesuita
  - Asombrosamente
  - La Banda
  - Un Viaje con Fidel

### Recitazione

#### Miglior attore
- Dustin Hoffman, per la sua interpretazione in Roald Dahl's Esio Trot – Regno Unito
  - Alexandre Nero, per la sua interpretazione in A Regra do Jogo – Brasile
  - Florian Stetter, per la sua interpretazione in Nackt Unter Wölfen – Germania
  - James Wen, per la sua interpretazione in Echoes of Time – Singapore

#### Miglior attrice
- Christiane Paul, per la sua interpretazione in Unterm Radar – Germania
  - Judi Dench, per la sua interpretazione in Roald Dahl's Esio Trot – Regno Unito
  - Jodi Sta. Maria, per la sua interpretazione in Pangako Sa'yo – Filippine
  - Grazi Massafera, per la sua interpretazione in Verdades Secretas – Brasile

## International Emmy News Award
Di seguito le categorie premiate durante la cerimonia dei News & Documentary Emmy Awards il 21 settembre 2016 a New York.

### Attualità
Categoria dedicata ai servizi di approfondimento di telegiornali o altri programmi d'informazione.
- Dispatches: Escape from ISIS, trasmesso da ITN – Regno Unito
  - 101 East - Afghanistan: No Country for Women, trasmesso da Al Jazeera English – Malesia
  - Reportage im Ersten - Long Thanh Will Lachen, trasmesso da ARD e NDR – Germania
  - GloboNews Documentário - Syria on the Run, trasmesso da GloboNews – Brasile

### News
Categoria che riconosce la miglior copertura continuata di una notizia in un telegiornale.
- Migration Crisis, trasmesso da Sky News – Regno Unito
  - Nepal Earthquake Coverage - Nepal Earthquake and its Aftermath, trasmesso da Al Jazeera English – Qatar
  - UNGA: Special Coverage, trasmesso da RT – Russia
  - Jornal Nacional and Fantastico - Microcephaly/Zika, trasmesso da TV Globo – Brasile

## International Emmy Kids Award
Le candidature della 5ª edizione degli International Emmy Kids Award sono state annunciate il 17 ottobre 2016 al MIPCOM di Cannes. I premi sono stati poi assegnati il 4 aprile 2017 al MIPTV ospitato dalla stessa città francese.

### Miglior programma per la fascia prescolare
- Hey Duggee – Regno Unito
  - Molang – Francia
  - O Show da Luna – Brasile
  - Super Wings – Corea del Sud

### Miglior programma animato
- Shaun the Sheep: The Farmer's Llamas – Regno Unito
  - Larva in New York – Corea del Sud
  - Peanuts – Francia
  - S.O.S Fada Manu – Brasile

### Miglior programma digitale
- Doodles – Australia
  - Face TV – Giappone
  - Gaming Show Interactive - The Gaming Show – Canada
  - Malhação - Sonhos – Brasile

### Miglior programma factual
- Horrible Histories – Regno Unito
  - Full Proof - Koepels – Paesi Bassi
  - Sueños Latinoamericanos – Cile
  - Wild But True – Singapore

### Miglior programma non sceneggiato
- Ultras Sorte Kageshow – Danimarca
  - Cinemaniacs – Regno Unito
  - Look Kool – Canada
  - Tem Crianca na Cozinha – Brasile

### Miglior serie televisiva
- Kasper en de Kerstengelen – Paesi Bassi
  - Hank Zipzer - Fuori dalle righe – Regno Unito
  - Presentes - Temporada II – Argentina
  - Ready for This – Australia

### Miglior film o miniserie televisiva
- Peter and Wendy – Regno Unito
  - Dede: Mehmet Met de Gele Laarzen – Paesi Bassi
  - Die Salzprinzessin – Germania
  - Die Weisse Schlange – Germania